# Turner (Michigan)
Pour les articles homonymes, voir Turner.
Turner est un village du comté d'Arenac, dans l'État du Michigan, aux États-Unis. En 2020, il comptait une population de 121 habitants.